# Chiesa dei Santi Filippo e Giacomo (Terre d'Adige)
La chiesa dei Santi Filippo e Giacomo è una chiesa sussidiaria a Zambana Vecchia, frazione di Terre d'Adige, in Trentino. Fa parte della zona pastorale di Mezzolombardo dell'arcidiocesi di Trento e risale al XIV secolo. Sino alla costruzione della chiesa di Maria Mater Dei, avvenuta nella seconda metà del XX secolo, è stata la parrocchiale del piccolo centro. Conserva opere d'arte notevoli pure per la loro rilevanza storica anche se molte di queste sono state spostate in altre sedi.

## Storia
L'edificio sacro con intitolazione a San Giacomo nella località di Zambana viene citato per la prima volta nel 1355. In seguito la titolazione venne estesa anche a San Filippo, perché i due santi sono festeggiati dal calendario liturgico nella medesima giornata.
Attorno al XVI secolo parrebbe che la chiesa sia stata oggetto di ricostruzione e che sia stata elevata la torre campanaria, ma le fonti al riguardo non sono certe. In quel secolo venne comunque affrescata la parte absidale e nel 1581 viene documentata nelle adiacenze della chiesa la presenza di un camposanto.
Alla metà del XVII secolo la chiesa possedeva, oltre all'altar maggiore, quattro altari laterali.
Ebbe dignità di curazia nel 1752 e subito dopo fu oggetto di ristrutturazione. Questa riguardò la volta della sala, e la copertura.
Nel XX secolo iniziarono altre attività mirate al ripristino strutturale della copertura e all'impiantistica. Fu messo in posizione diversa il fonte battesimale e si effettuò una tinteggiatura generale che evidenziò la presenza di antichi affreschi del XVI secolo.
La grande frana del 1955 originatasi dalla parete dalla Paganella provocò la distruzione dell'abitato. La chiesa fu invasa dal fango ma rimase in piedi con pochi altri edifici del paese.
In seguito il vecchio paese venne abbandonato e ricostruito in un'area prima appartenente al comune di Lavis. La chiesa ebbe dignità di parrocchia dal 1961 ma già nel 1965 la nuova sede parrocchiale divenne la chiesa intanto edificata nella nuova Zambana e l'edificio religioso di Zambana vecchia divenne sede sussidiaria.
Un nuovo restauro conservativo si è concluso nel 2015.

## Descrizione
La chiesa si trova nella zona un tempo appartenente a Zambana Vecchia e presenta un orientamento verso est. Il prospetto principale neoclassico ha una zoccolatura ad intonaco asimmetrica per adattarsi la base sulla quale appogia l'edificio che non è in piano. Il portale ha una forma gotica, con un arco acuto, e al centro della facciata, in alto, una grande finestra dal contorno arrotontato e trilobato. Un grande frontone pure questo dai contorni curvilinei sta sulla parte superiore.
La sacrestia si trova nella parte che corrisponde al lato sinistro presbiteriale mentre la torre campanaria si alza sul lato opposto.
La sala interna è divisa in tre navate, quelle laterali di minore ampiezza. 
Il presbiterio è leggermente rialzato e l'abside ha base poligonale.

### Aspetti artistici e storici
L'edificio sacro è ricchissimo di opere artistiche. La sala è arricchita di affreschi del XVI secolo che rappresentano la Vita di Maria e la Vita di Gesù. Conserva una grande lapide per il sepolcro di Giorgio Spaur, sulla quale viene rappresentato in ginocchio e con l'armatura. Rappresenta un esempio raro di questo tipo di monumenti nell'intero Trentino. La tradizione popolare vuole che il barone Spaur sia stato ucciso nella zona di Zambana a colpi di pietra.
Lo storico fonte battesimale, a testimonianza dell'importanza del luogo sacro, risale al 1581. I preziosi altari in legno del XVII secolo sono stati asportati e trasferiti a Trento e la pala d'altare che raffigura i Santissimi Filippo e Giacomo, è stata spostata temporaneamente in un locale del comune. Risultò attribuita inizialmente a Tiziano ma accertamenti successivi di Nicolò Rasmo ne attribuirono la fattura a Martino Teofilo Polacco.